# Y̋
Cette page contient des caractères spéciaux ou non latins. S’ils s’affichent mal (▯, ?, etc.), consultez la page d’aide Unicode.
Y̋ (minuscule : y̋), appelé Y double accent aigu, est une lettre latine utilisé dans l’écriture du vieux norrois ou dans certaines transcriptions phonétiques.
Il s’agit de la lettre Y diacritée d’un double accent aigu.

## Utilisation
Le Y double accent aigu a été utilisé en vieux norrois, par exemple dans la poésie scaldique.
Le Y double accent aigu est utilié dans la transcription du proto-slave.

## Usage informatique
Le Y double accent aigu peut être représenté avec les caractères Unicode suivants : 
- décomposé (latin de base, diacritiques) :

| formes    | représentations | chaînes de caractères | points de code | descriptions                                             |
| --------- | --------------- | --------------------- | -------------- | -------------------------------------------------------- |
| majuscule | Y̋               | Y◌̋                    | U+0059 U+030B  | lettre majuscule latine y diacritique double accent aigu |
| minuscule | y̋               | y◌̋                    | U+0079 U+030B  | lettre minuscule latine y diacritique double accent aigu |